# Liste der Baudenkmale in Torgelow
In der Liste der Baudenkmale in Torgelow sind alle denkmalgeschützten Bauten der vorpommerschen Stadt Torgelow und ihrer Ortsteile aufgelistet. Grundlage ist die Veröffentlichung der Denkmalliste des Kreises Uecker-Randow mit dem Stand vom 1. Februar 1996.

## Baudenkmale nach Ortsteilen

### Torgelow
| ID | Lage                           | Bezeichnung                                 | Beschreibung | Bild                            |
| -- | ------------------------------ | ------------------------------------------- | --- | ------------------------------- |
|    | Am Bahnhof (Karte)             | Bahnhof                                     | Torgelow, seit 1884 an der Bahnstrecke Jatznick–Ueckermünde; 1 und 2-gesch. Gebäude mit Walmdach | Bahnhof                         |
|    | Bahnhofstraße 9 d (Karte)      | Post                                        | |                                 |
|    | Blumenthaler Straße 12 (Karte) | Fassade                                     | |                                 |
|    | Blumenthaler Straße 14 (Karte) | Fassade                                     | |                                 |
|    | Breite Straße 11 (Karte)       | alte Post                                   | | alte Post                       |
|    | Breite Straße 13 (Karte)       | Wohnhaus                                    | |                                 |
|    | Breite Straße 22 (Karte)       | Haustür                                     | |                                 |
|    | Breite Straße 22 (Karte)       | Friedhofskapelle                            | |                                 |
|    | (Karte)                        | Denkmal von 1994                            | Ehrenmal auf dem Friedhof: Zum Gedenken den Opfern der Kriege sowie jeglicher Gewaltherrschaft |                                 |
|    | Friedrichstraße 1 (Karte)      | Burgruine                                   | Ruine des Schlosses Alt-Torgelow der Familie von Muckerwitz vom 14. Jh.; im Dreißigjährigen Krieg zerstört.                                                                                                  | Burgruine                       |
|    | Friedrichstraße 1 (Karte)      | Villa mit Einfriedung                       | 1- und 2-gesch. verputzte Gebäudeanlage mit neoklassizistischem Giebel, gegliedert durch sechs Pilaster sowie mit Mansard- und Satteldächern.                                                                | Villa mit Einfriedung           |
|    | Friedrichstraße 6 (Karte)      | Wohnhaus                                    | 2-gesch. verputztes Wohn- und Geschäftseckhaus aus der Gründerzeit im klassizistischen Stil. | Wohnhaus                        |
|    | Friedrichstraße 31 (Karte)     | Wohnhaus                                    | |                                 |
|    | Friedrichstraße 38 (Karte)     | Wohn- und Geschäftshaus                     | 2-gesch. Haus aus der Gründerzeit im klassizistischen Stil | Wohn- und Geschäftshaus         |
|    | Friedrichstraße 39 (Karte)     | Wohn- und Geschäftshaus                     | 2-gesch. Haus aus der Gründerzeit im klassizistischen Stil |                                 |
|    | Hüttenwerkplatz 2 (Karte)      | Faktorhaus                                  | 2-gesch. Putzbau der Bauhauszeit | Faktorhaus                      |
|    | Hüttenwerkplatz 2 (Karte)      | Hüttenwerkplatz                             | 1-gesch. Putzbau mit Krüppelwalm, Faktorhaus von 1754, 2019/21 saniertes Wohnhaus | Hüttenwerkplatz                 |
|    | (Karte)                        | Hüttenwerkplatz                             | Platzanlage mit Glockenstuhl, Gedenkstein und Parkresten |                                 |
|    | Karlsfelder Straße 5 (Karte)   | Scheune                                     | Platzanlage mit Glockenstuhl, Gedenkstein und Parkresten |                                 |
|    | (Karte)                        | Kirche, evangelische                        | Einschiffige, neugotische Christuskirche zu Torgelow aus Backstein mit Satteldach von 1882/1884, 3-gesch. Westturm mit spitzem Turmhelm und vier Ecktürmchen; Mehmel-Orgel von um 1890                       | Weitere Bilder                  |
|    | Pestalozzistraße (Karte)       | Kirche, katholische                         | Einschiffige Expressionistische Herz-Jesu-Kirche aus Klinkern nach Plänen von Carl Kühn von 1932; gedrungener, mächtiger Turm über Altarraum                                                                 | Weitere Bilder                  |
|    | Königstraße 2 (Karte)          | Wohnhaus                                    | 2-gesch. um 2000 sanierter, verputzter Bau aus der Gründerzeit im klassizistischen Stil. | Wohnhaus                        |
|    | Königstraße 17 (Karte)         | Wohn- und Geschäftshaus                     | 2-gesch. sanierter, verklinkerter Bau aus der Gründerzeit im klassizistischen Stil. | Wohn- und Geschäftshaus         |
|    | Königstraße 23 (Karte)         | Wohnhaus                                    | 2-gesch. 1997 sanierter, verputzter Bau aus der Gründerzeit im klassizistischen Stil. | Wohnhaus                        |
|    | Lindenstraße 1 (Karte)         | Bauernhaus                                  | |                                 |
|    | Pasewalker Straße 14 (Karte)   | Wohnhaus                                    | |                                 |
|    | Goethestraße 2 (Karte)         | Pestalozzischule und Wohnhaus               | 2 und 3-gesch. verputzte Gebäude von 1928 mit Walmdächern, früher Volksschule, heute Grundschule | Weitere Bilder                  |
|    | Ueckermünder Straße 58 (Karte) | Wohnhaus                                    | |                                 |
|    | Ueckermünder Straße (Karte)    | Kopernikus-Schule mit Turnhalle             | 3-gesch. verputzte Gebäude mit Türmchen für Observatorium; Oberschule seit 1947, Gebäude und Turnhalle von 1959, Planetarium von 1958/59, Pavillon-Gebäude II und III von 1963, Planetariumsgebäude von 1993 | Kopernikus-Schule mit Turnhalle |
|    | Ueckermünder Straße            | Platzanlage mit Raseneisenerzschlackenmauer | |                                 |
|    | Ueckerstraße 1 (Karte)         | Wohnhaus                                    | 2-gesch. um 1995 sanierter, neoklassizistischer Eckbau aus der Gründerzeit mit interessanter 3-gesch. Eckausprägung                                                                                          | Wohnhaus                        |

### Heinrichsruh
| ID | Lage                  | Bezeichnung                          | Beschreibung | Bild |
| -- | --------------------- | ------------------------------------ | --- | ---- |
|    | Dorfstraße 5 (Karte)  | Wohnhaus mit Stall und Stallscheune  | |      |
|    | Dorfstraße 22 (Karte) | Herrenhaus und Park und Nebengebäude | Barocker, 1-2. gesch. Fachwerkbau mit Mansarddach von 1750/52 mit Küchen- und Remisenflügel; bis 1836 Sitz der Familie Christoph Ludwig Henrici. 1969–1997 Gemeindeeigentum, dann Verein Denkmalpflegezentrum; Sanierung seit 1997 zum Vorpommerschen Künstlerhaus. |      |
|    | Dorfstraße 29 (Karte) | Wohnhaus                             | |      |
|    | Dorfstraße 54 (Karte) | Haustür                              | |      |
|    | Dorfstraße 55 (Karte) | Wohnhaus mit Stallscheune            | |      |
|    | Dorfstraße            | Dorfstraße                           | Allee mit Kopfsteinpflaster zwischen Kriegerdenkmal und B 109 |      |
|    | Dorfstraße (Karte)    | Kriegerdenkmal                       | |      |

### Müggenburg
| ID | Lage           | Bezeichnung | Beschreibung | Bild |
| -- | -------------- | ----------- | ------------ | ---- |
|    | Nr. 1          | Wohnhaus    |              |      |
|    | Wurstwinkel 13 | Bauernhaus  |              |      |

### Torgelow-Holländerei
| ID | Lage | Bezeichnung      | Beschreibung                              | Bild |
| -- | ---- | ---------------- | ----------------------------------------- | ---- |
|    |      | Friedhofskapelle |                                           |      |
|    |      | Kriegerdenkmal   | Kriegerdenkmal 1914/18 (auf dem Friedhof) |      |

## Quelle
- Bericht über die Erstellung der Denkmallisten sowie über die Verwaltungspraxis bei der Benachrichtigung der Eigentümer und Gemeinden sowie über die Handhabung von Änderungswünschen (Stand: Juni 1997)